# 桂永三
桂永三（계영삼，?—），北韓政治家，任職朝鮮勞動黨中央委員會中央檢查委員會委員、農業科學院院長及最高人民會議代議員。

## 生平
桂永三的早期事跡不詳。1997年，他成為朝鮮農業科學院院長。翌年9月的最高人民會議選舉中當選為代議員。2002年，獲留任為農業科學院院長。在隨後的一年，被任命為黨中央委員會的中央檢查委員會委員。同年，在最高人民會議選舉中連任。2009年，又留任為中央檢查委員會委員。之後，第三次當選做代議員。2014年3月，他第四度出任代議員。

## 資料來源
1. 1 2 3 4  .   [2014-03-29]. （原始内容存档于2014-03-29）.